# Кострицький Валерій Всеволодович

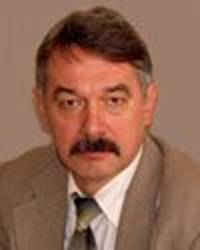
Кострицький Валерій Всеволодович

Валерій Всеволодович Кострицький — учений в галузі механіки деформованого твердого тіла. Доктор технічних наук, професор. Академік АН ВШ України з 2009 р. Почесний доктор наук Хмельницького національного університету.

## Біографія
Народився в 1949 р. У 1974 р. закінчив з відзнакою Київський політехнічний інститут. У 1983 р. захистив кандидатську дисертацію, у 1992 р. докторську дисертацію за спеціальності 01.02.04 «Механіка деформованого твердого тіла». Нині завідувач кафедри електромеханічних систем, проректор з наукової роботи Київського національного університету технологій та дизайну.

## Наукова діяльність
Є одним з засновників нового наукового перспективного напряму — структурної мікромеханіки полімерних, композиційних, текстильних та будівельних матеріалів, керує держбюджетною та госпдоговірною тематикою з проблем легкої, хімічної та текстильної промисловості України.
Автор 230 науково-методичних робіт, в тому числі 4 підручників, 3 монографій, 6 навчально-методичних посібників, понад 20 патентів та авторських свідоцтв.
Здійснює наукове керівництво докторантами, аспірантами, магістрами: як науковий консультант підготував 2 докторів наук та 5 кандидатів наук.
Брав участь у 40 міжнародних, республіканських науково-технічних конференціях, з'їздах та симпозіумах. Заступник головного редактора фахового журналу «Вісник КНУТД», член редакційної колегії журналу «Проблеми легкої та текстильної промисловості України»; голова спеціалізованої вченої ради Д 26.102.03; член науково-методичної комісії МОН України; член ради проректорів з наукової роботи МОН України; член Комітету з Державних премій України в галузі науки і техніки, голова секції легкої та харчової промисловості.

## Відзнаки
Нагороджений Подякою Голови Київської міської Державної адміністрації, Почесною грамотою Київського міського голови, Почесною Грамотою Міністерства освіти та науки України, Грамотою Верховної Ради України. Заслужений діяч науки і техніки України (2007). Лауреат Державної премії України в галузі науки і техніки (2014)